# Stuart Charno
Stuart Charno, znany także jako Stu Charno (ur. 29 września 1956 w Nowym Jorku) – aktor amerykański.

## Filmografia
- 1981: Piątek, trzynastego II (Friday the 13th Part II)
- 1981: Wybrańcy (The Chosen)
- 1982: M*A*S*H (występ gościnny)
- 1983: Christine
- 1995: Z Archiwum X (The X-Files) (występ gościnny)
- 1996–1997: Szpital Dobrej Nadziei (Chicago Hope) (występ gościnny)
- 2000: Portret zabójcy (Profiler) (występ gościnny)
- 2009: His Name Was Jason: 30 Years of Friday the 13th (udział w filmie dokumentalnym)
- 2013: Crystal Lake Memories: The Complete History of Friday the 13th (film dokum.)